# All Your Fault: Pt. 1
All Your Fault: Pt. 1 es el segundo EP de la cantante estadounidense Bebe Rexha. Fue lanzado el 17 de febrero de 2017. El sencillo líder del EP fue «I Got You», lanzado el 28 de octubre del 2016, el cual forma parte de su álbum debut 'Expectations'. Los raperos G-Eazy y Ty Dolla Sign aparecen en la producción.

## Lanzamiento y promoción
Rexha confirmó que la primera parte del EP iba a ser lanzada el 17 de febrero de 2017, y una segunda parte (All Your Fault: Pt. 2) en abril de 2017, así como una versión física completa en verano del mismo año, el cual presentará lo mejor de ambas partes junto con nuevas pistas. Al final, la última idea fue cancelada y Rexha comenzó la producción de su primer trabajo discográfico que fue lanzado en 2018. Sólo dos canciones de ambos EPs se encuentran en el álbum.
Rexha anunció el All Your Fault Tour, que fue la primera gira musical de la cantante como artista principal. El primer concierto tuvo lugar en América del Norte, empezando el 1 de marzo de 2017.

## Recepción

### Comentarios de la crítica
Mike Wass de Idolator le dio al EP cuatro estrellas y media de cinco posibles, calificándolo de "un testimonio de su brillante composición [Rexha] y de su capacidad sobrenatural de obtener un gancho".

## Lista de canciones
| All Your Fault: Pt. 1 (versión estándar) |                                  |                                                                                |              |          |  |
| N.º                                      | Título                           | Escritor(es)                                                                   | Producer(s)  | Duración |  |
| 1.                                       | «Atmosphere»                     | Bebe Rexha                                                                     |              | 3:11     |  |
| 2.                                       | «I Got You»                      | Bebe Rexha, Ben Berger, Lauren Christy, Jacob Kasher, Ryan McMahon, Ryan Rabin | Captain Cuts | 3:11     |  |
| 3.                                       | «Small Doses»                    | Bebe Rexha, Christy, James Wong                                                | Gladius      | 3:17     |  |
| 4.                                       | «Fuck Fake Friends» (con G-Eazy) | Bebe Rexha, Gerald Gillium                                                     |              | 3:30     |  |
| 5.                                       | «Gateway Drug»                   | Bebe Rexha                                                                     |              | 3:32     |  |
| 6.                                       | «Bad Bitch» (con Ty Dolla Sign)  | Bebe Rexha                                                                     |              | 3:18     |  |

Créditos de samples
- "Small Doses" contiene un sample tomado de "First Light" interpretado por la violinista Lindsey Stirling.[6]

## Listas
| Lista (2017)                          | Mejor posición |
| ------------------------------------- | -------------- |
| Australian Digital Albums (ARIA)      | 38             |
| Canadá (Billboard Canadian Albums)    | 31             |
| Finlandia (Suomen Virallinen Lista)   | 27             |
| New Zealand Heatseekers Albums (RMNZ) | 5              |
| Swedish Albums (Sverigetopplistan)    | 54             |
| Suiza (Schweizer Hitparade)           | 55             |
| Estados Unidos (Billboard 200)        | 51             |

## Historial de lanzamientos
| Región        | Fecha                 | Formato          | Discográfica | Ref.   |
| ------------- | --------------------- | ---------------- | ------------ | ------ |
| Todo el mundo | 17 de febrero de 2017 | Digital download | Warner Bros. | [ 2 ]  |
| Todo el mundo | 31 de marzo de 2017   | CD               | Warner Bros. | [ 14 ] |